# Ludwig Dringenberg
Ludwig Dringenberg (1410-1477) (Dringenberg, príncipe-bispado de Paderborn, 1410 — Sélestat, Alsácia, 1477) foi monge, educador e humanista alemão. Foi fundador da Escola de Gramática em Sélestat e junto com Beatus Rhenanus, co-fundador da famosa Biblioteca Humanística de Sélestat, em 1442 e teve o teólogo e humanista Jakob Wimpfeling (1450-1528)como seu aluno.

## Biografia
Provavelmente Ludwig Dringenberg frequentou uma escola chamada de "A Irmandade da Vida Comum", também conhecida como Schule des Hieronymus (Escola de São Jerônimo), em Deventer, instalada na Abadia de Böddeken. Em 1430, estudou em Heidelberg, conseguindo seu diploma de Bacharel em 13 de abril de 1434, e em 1441 foi nomeado reitor da Escola Latina, onde Peter Schott, o Velho (1427-1504), Sebastian Murrho (1450-1495), dentre outros, ali foram educados na infância, e onde permaneceu até a sua morte.
É provável que Konrad Celtes (1459-1508)também tenha sido seu aluno